# Gahi
Gahi ist ein Dorf im Distrikt Muʻa im Königreich Uvea, welches als Teil des französischen Überseegebiets Wallis und Futuna zu Frankreich gehört.

## Lage
Gahi erstreckt sich entlang der Küste der Bucht von Gahi und liegt im Südosten der Insel Uvea auf den Wallis-Inseln. Im Dorf befindet sich eine Anlegestelle für kleinere Boote und die Chapelle de St. Vincent de Paul. Südwestlich liegt Utufua und im Norden liegt Haʻatofo.

## Geschichte
Gegenüber dem Dorf liegt die Bucht von Gahi, die am 28. Mai 1942 der Landepunkt der amerikanischen Armee war. Anschließend ließ sich die amerikanische Armee bis 1946 im Dorf nieder.